# ジェイペグ
ジェイペグ (Jay Peg) は南アフリカ共和国の競走馬である。

## 経歴

### 2006年（3歳）
5月2日にケニルワース競馬場で競走馬デビューを迎え、勝利を挙げた。次の競走も勝利し、その次は重賞初挑戦となるランガーマンステークス (G3) に出走したが5着だった。その後は3戦して2勝、2着1回となり迎えたケープクラシック (G3) を制して重賞競走初勝利を挙げた。さらに続くスランゴール・カップ (G2) も制して重賞競走2連勝を達成して2歳を終えた。

### 2007年（4歳）
この年初戦のケープアーガスギニーズを制してG1競走初勝利を挙げると、続くケープダービーも制してG1競走2勝目を挙げた。しかし次のKZNギニー (G2) で2着となり連勝が5でストップとなった。その後はG1戦線を走り、ゴールドチャレンジで5着、ダーバンジュライでは8着という結果に終わった。

### 2008年（5歳）
この年はドバイに遠征し、ドバイ遠征初戦のアルラシディヤ (G3) では6着、続くグリーンチューンステークス（格付けなし）では3着、そしてジェベルハッタ (G2) で2着となった。なおこの3戦はライアン・ムーアが騎乗していた。そして迎えたドバイデューティーフリーでは、KZNギニー以来6戦ぶりにアントン・マーカス（かつての管理調教師バジル・マーカスの実弟）を鞍上に迎え、2着となったダルジナに半馬身先着し、G1競走3勝目を挙げた。このときの勝ちタイムの1分46秒20はレコードタイムとなった。次はシンガポールに遠征し、シンガポール航空国際カップへ1番人気に支持されて出走した。レースでは道中2番手を追走し、最後の直線手前で先頭に立つと、そのまま後続の追撃を抑えてG1競走2連勝でG1競走通算4勝目を挙げた。

### 2009年（6歳）
この年初戦はドバイ・ナドアルシバ競馬場のジャガーXFTに出走したが、4着に終わった。続くジェベルハッタ (G2) では2年連続で2着となった。そして連覇がかかったドバイデューティーフリーに出走したが、見せ場がなく11着と大敗した。その後、前年と同様にシンガポール航空国際カップに出走したが、ここでも12頭立ての最下位に敗れた。このレースを最後に競走生活を引退し、Klawervlei Studにて種牡馬生活に入ることが発表された。

## 血統表
| ジェイペグの血統シアトルスルー系 / Lassie Dear4×3=18.75%、Northern Dancer4×5=9.38%、Bold Ruler5×5=6.25% | ジェイペグの血統シアトルスルー系 / Lassie Dear4×3=18.75%、Northern Dancer4×5=9.38%、Bold Ruler5×5=6.25% | ジェイペグの血統シアトルスルー系 / Lassie Dear4×3=18.75%、Northern Dancer4×5=9.38%、Bold Ruler5×5=6.25% | （血統表の出典）  | （血統表の出典） |
| 父 Camden Park 1998 鹿毛                                                                                | 父の父A.P.Indy 1989 黒鹿毛                                                                              | Seattle Slew                                                                                            | Bold Reasoning    | Bold Reasoning   |
| 父 Camden Park 1998 鹿毛                                                                                | 父の父A.P.Indy 1989 黒鹿毛                                                                              | Seattle Slew                                                                                            | My Charmer        |                  |
| 父 Camden Park 1998 鹿毛                                                                                | 父の父A.P.Indy 1989 黒鹿毛                                                                              | Weekend Surprise                                                                                        | Secretariat       | Secretariat      |
| 父 Camden Park 1998 鹿毛                                                                                | 父の父A.P.Indy 1989 黒鹿毛                                                                              | Weekend Surprise                                                                                        | Lassie Dear       |                  |
| 父 Camden Park 1998 鹿毛                                                                                | 父の母Danzig Island 1990 黒鹿毛                                                                         | Danzig                                                                                                  | Northern Dancer   | Northern Dancer  |
| 父 Camden Park 1998 鹿毛                                                                                | 父の母Danzig Island 1990 黒鹿毛                                                                         | Danzig                                                                                                  | Pas de Nom        |                  |
| 父 Camden Park 1998 鹿毛                                                                                | 父の母Danzig Island 1990 黒鹿毛                                                                         | Angel Island                                                                                            | Cougar            | Cougar           |
| 父 Camden Park 1998 鹿毛                                                                                | 父の母Danzig Island 1990 黒鹿毛                                                                         | Angel Island                                                                                            | Who's to Know     |                  |
| 母 Laptop Lady 1996 黒鹿毛                                                                              | 母の父Al Mufti 1985 黒鹿毛                                                                              | Roberto                                                                                                 | Hail to Reason    | Hail to Reason   |
| 母 Laptop Lady 1996 黒鹿毛                                                                              | 母の父Al Mufti 1985 黒鹿毛                                                                              | Roberto                                                                                                 | Bramalea          |                  |
| 母 Laptop Lady 1996 黒鹿毛                                                                              | 母の父Al Mufti 1985 黒鹿毛                                                                              | Lassie Dear                                                                                             | Buckpasser        | Buckpasser       |
| 母 Laptop Lady 1996 黒鹿毛                                                                              | 母の父Al Mufti 1985 黒鹿毛                                                                              | Lassie Dear                                                                                             | Gay Missile       |                  |
| 母 Laptop Lady 1996 黒鹿毛                                                                              | 母の母Ladies Game 1990 黒鹿毛                                                                           | Elliodor                                                                                                | Lyphard           | Lyphard          |
| 母 Laptop Lady 1996 黒鹿毛                                                                              | 母の母Ladies Game 1990 黒鹿毛                                                                           | Elliodor                                                                                                | Ellida            |                  |
| 母 Laptop Lady 1996 黒鹿毛                                                                              | 母の母Ladies Game 1990 黒鹿毛                                                                           | Leucothea                                                                                               | Cornish Prince    | Cornish Prince   |
| 母 Laptop Lady 1996 黒鹿毛                                                                              | 母の母Ladies Game 1990 黒鹿毛                                                                           | Leucothea                                                                                               | Sally Lou F-No.A1 |                  |